# Sedgefield
Sedgefield är en ort och civil parish i kommunen Durham i Storbritannien. Den ligger i grevskapet Durham och riksdelen England, i den centrala delen av landet, 400 km norr om huvudstaden London. Sedgefield ligger 112 meter över havet och antalet invånare är 4 263.
Terrängen runt Sedgefield är platt. Runt Sedgefield är det tätbefolkat, med 735 invånare per kvadratkilometer. Närmaste större samhälle är Middlesbrough, 16,2 km sydost om Sedgefield. Trakten runt Sedgefield består i huvudsak av gräsmarker.
Kustklimat råder i trakten. Årsmedeltemperaturen i trakten är 7 °C. Den varmaste månaden är juli, då medeltemperaturen är 15 °C, och den kallaste är januari, med 0 °C.